# Seznam vojaških kratic na L
To je seznam vojaških kratic, ki se začnejo s črko L.

## Seznam
- Landw.
- LANTIRN
- LANTCOM
- LAV (angleško Light Armoured Vehicle) je kratica, ki označuje Lahko oklepno vozilo.
- LAW (angleško Light Anti-Tank Weapon) označuje Lahko protioklepno orožje.
- LBH (angleško Light Battlefield Helicopter) je kratica, ki označuje Lahki bojni helikopter.
- LCAC (angleško Landing Craft Air Cushion) je kratica, ki označuje Izkrcevalno plovilo na zračno blazino.
- LCM
- LCT
- LCU
- LCVP (angleško Landing Craft Vehicle/Personnel) označuje Pristajalno plovilo za vozilo oz. moštvo.
- LEBA je slovenska vojaška kratica, ki označuje Letalska baza.
- le.F.H.
- LETŠ je slovenska vojaška kratica, ki označuje Letalska šola.
- LFH
- LH (angleško Light Helicopter) je kratica, ki označuje Lahki helikopter.
- LHA
- LHD
- LKA
- Lkw.
- LMG (angleško Light Machine Gun) označuje Lahki mitraljez.
- LOCAAS
- LOGBA je slovenska vojaška kratica, ki označuje Logistična baza.
- LPD
- LPH
- LPRS je slovenska vojaška kratica, ki označuje Lahki prenosni raketni sistem.
- LRBTZO je slovenska vojaška kratica, ki označuje Lahka raketna baterija zračne obrambe.
- LRDG (angleško Long Range Desert Group) označuje Daljinska puščavska skupina.
- LRRP (angleško Long Range Reconnaissance and Patrol) označuje Daljinsko izvidništvo in patruljiranje.
- LS (angleško Landing Site) označuje Pristajalni prostor.
- LSD (angleško Dock Landing Ship) je kratica, ki označuje Amfibijskoizkrcevalni dok.
- LST
- LSV (angleško Light Strike Vehicle) označuje Lahko udarno vozilo.
- LTBTZO je slovenska vojaška kratica, ki označuje Lahka topniška baterija zračne obrambe.
- LUP (angleško Lying-up Position) označuje Višje ležeči položaj.
- LW